# Pumpspeicherwerk Tanzmühle
Das Pumpspeicherwerk Tanzmühle ist ein kombiniertes Pumpspeicher- und Laufwasserkraftwerk in Tanzmühle, einem Ortsteil des Marktes Tännesberg im Oberpfälzer Wald.

## Geschichte
Das Werk wurde ab 1954 von der OBAG (Energieversorgung Ostbayern AG) erbaut und in zwei Abschnitten 1955 (Laufwasser) und 1959 (Pumpspeicher) in Betrieb genommen.
Im Jahr 2001 ging die OBAG durch Fusion in E.ON Bayern auf und das Kraftwerk wurde von der Tochter E.ON Wasserkraft betrieben. 2009 gab E.ON mehrere Kraftwerke, darunter auch dieses, aus kartellrechtlichen Gründen an GDF Suez (heute Engie) ab.

## Technik
Das Kraftwerk gehört zur Kraftwerksgruppe Pfreimd (auch Kraftwerksgruppe Jansen genannt), zu der neben dem Kraftwerk Tanzmühle auch die Kraftwerke Reisach und Trausnitz gehören. Die Gruppe nutzt das Wasser des Flusses Pfreimd sowie das Gefälle zwischen dem Hochspeicher Rabenleite (als Oberwasser), dem Kainzmühlspeicher und dem Trausnitzspeicher (als Unterwasser). Drei Druckstollen verbinden den Hochspeicher mit den Kraftwerken: Der 1315 Meter lange Reisachstollen, der Eulengrundstollen und der Weinbergstollen.
Das Werk Tanzmühle hat eine doppelte Funktion: Zum einen dient es der Pumpspeicherung vom Kainzmühlspeicher zum Hochspeicher. Hierfür verfügt es über eine Francisturbine mit 35 MW installierter Nutzleistung und eine Kreiselpumpe mit 25 MW Leistungsaufnahme. Zum zweiten wird, wenn die Pfreimd viel Wasser führt, der Überschuss über ein Laufwasserkraftwerk abgeführt, das mit einer zweiten Francisturbine mit 3,3 MW Nutzleistung ausgestattet ist.
Elektrisch ist das Kraftwerk über eine 110-kV-Leitung mit dem Umspannwerk in Weiden verbunden.